# 白榕蔣氏節蜱
白榕蔣氏節蜱（学名：Jutarus benjaminae）为節蜱科蔣氏節蜱屬下的一个种。